# Vászit kormányzóság

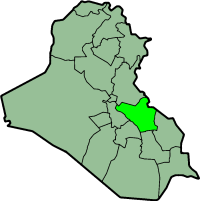
Vászit kormányzóság elhelyezkedése Irakban

Vászit kormányzóság (arab betűkkel محافظة واسط [Muḥāfaẓat Wāsiṭ]) Irak 18 kormányzóságának egyike az ország keleti részén. Északon Dijála, keleten Irán, délkeleten Mejszán, délen Dzi Kár, délnyugaton Kádiszijja, nyugaton pedig Bábil határolja. Székhelye el-Kút városa.

## Fordítás
Ez a szócikk részben vagy egészben  a(z)   واسط (محافظة) című arab Wikipédia-szócikk fordításán alapul.  Az eredeti cikk szerkesztőit annak laptörténete sorolja fel. Ez a jelzés csupán a megfogalmazás eredetét és a szerzői jogokat jelzi, nem szolgál a cikkben szereplő információk forrásmegjelöléseként.